# تانوالد
تانوالد (به لاتین: Tanvald) یک منطقهٔ مسکونی در جمهوری چک است که در ناحیه یابلونتس ناد نیسوو واقع شده‌است. تانوالد ۶٬۵۳۱ نفر جمعیت دارد.

## خواهرخوانده
شهر ویتیشناو خواهرخواندهٔ تانوالد هست.